# Kaifu Toshiki
Kaifu Toshiki (海部 俊樹 (Hải Bộ Tuấn Thụ) 2 tháng 1 năm 1931 - 9 tháng 1 năm 2022) là chính trị gia người Nhật và là Thủ tướng Nhật Bản từ năm 1989 đến năm 1991.

## Thiếu thời
Kaifu sinh ngày 2 tháng 1 năm 1931 tại Thành phố Nagoya, Aichi. Ông là con trai cả trong gia đình có sáu anh em trai. Cơ sở kinh doanh của gia đình là "Nakamura Photo Studio", được thành lập bởi ông vào thời Minh Trị. Cửa hàng nằm ở phía bắc của cửa hàng Matsuzakaya Nagoya ở Sakae, Naka-ku. Tốt nghiệp trường Quốc gia Minami Hisaya thành phố Nagoya (hiện nay là trường tiểu học Sakae thành phố Nagoya) vào tháng 3 năm 1943. Ông thi tuyển vào trường Aichi Ichichu cũ (hiện là trường trung học Asahigaoka thuộc tỉnh Aichi). Chín trong số 11 học sinh cùng trường đã được nhận, và chỉ hai người, bao gồm cả Kaifu, bị rớt. Tháng 4 cùng năm, anh nhập học tại trường trung học cơ sở Tokai cũ (hiện tại là trường trung học cơ sở và trung học phổ thông Tokai). Bằng cách vận động sinh viên tham gia chạy đua vũ trang cho Thế chiến thứ hai, ông được làm việc tại một nhà máy của Mitsubishi Heavy Industries ở Daiko-cho, Higashi-ku, Nagoya. Ông đã dành cho việc chế tạo các bộ phận động cơ cho máy bay.
Thi đậu trường Hàng không nam sinh năm 1945. Định nhập trường vào tháng 10, nhưng trước sau gì cũng sẽ thất bại vì bản thân ông nhận thấy rằng không đủ năng lực. Sau khi tốt nghiệp khoa luật của khoa chuyên ngành Đại học Chuo cũ, ông trở thành thư ký của Kōno Kinsho. Ông chuyển sang khoa Luật, Đại học Waseda. Ông thuộc Hiệp hội Nha khoa Đại học Waseda. Năm 1956, ông bỏ học chương trình thạc sĩ tại Trường Cao học Luật Đại học Waseda và cống hiến hết mình cho Kōno Kinsho với vai trò thư ký, người đã phục vụ từ thời sinh viên của ông.
Ngày 17 tháng 11 năm 1957, ông kết hôn với một phụ nữ đến từ Thành phố Mino, tỉnh Gifu, người đang giúp việc cho Nghị sĩ Chúng Nghị viện Yanagihara Saburo ở quận 1 Gifu trước đây.
Kōno Kinsho đột ngột qua đời vào ngày 29 tháng 3 năm 1958. Ông được đưa lên như một trong những ứng cử viên kế nhiệm tiềm năng, nhưng theo quyết định của Miki Takeo, vợ ông là Kōno là bà Takako đã tiếp quản công việc của chồng. Vào ngày 20 tháng 4 cùng năm, ông trở thành thư ký của Takako, và lần đầu tiên Takako được bầu trong cuộc tổng tuyển cử Hạ viện lần thứ 28 được tổ chức vào ngày 22 tháng 5.

## Sự nghiệp chính trị

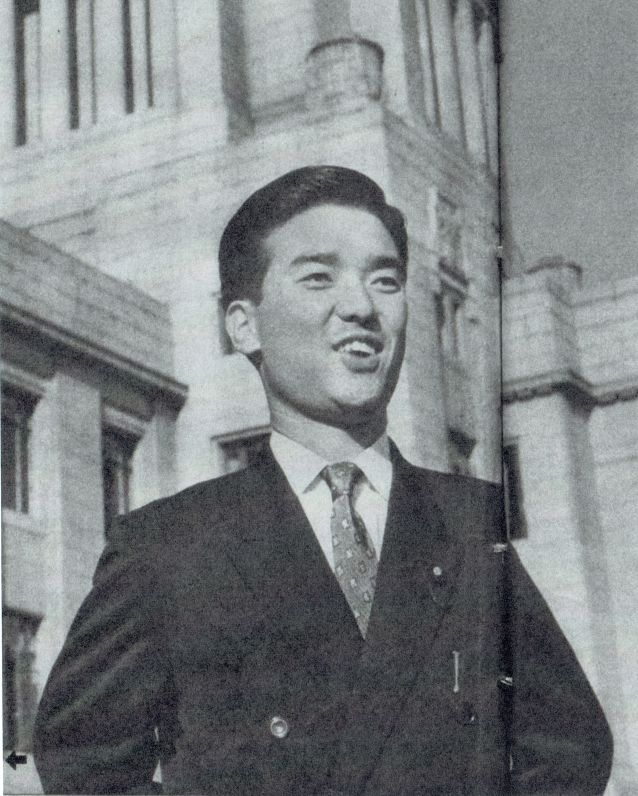
Kaifu năm 1960.

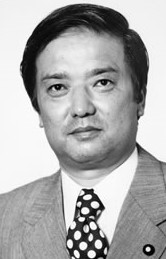
Kaifu năm 1985.

Là thành viên của Đảng Dân chủ Tự do (LDP), Kaifu đã tranh cử thành công trong cuộc tổng tuyển cử năm 1960 ở Nhật Bản và nhậm chức là thành viên trẻ nhất của Đảng Dân chủ Tự do. Ông đã phục vụ trong mười sáu nhiệm kỳ, tổng cộng 49 năm. Kaifu là Bộ trưởng Giáo dục trước khi lên lãnh đạo đảng sau sự từ chức của Takeshita Noboru và Uno Sōsuke.

## Thủ tướng Nhật Bản

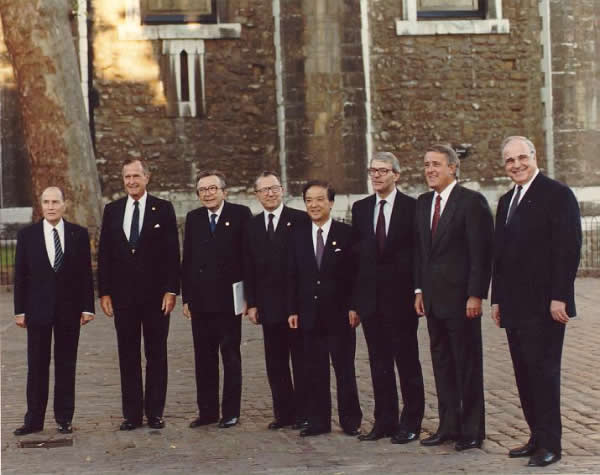
Kaifu và các nhà lãnh đạo G7 tại Hội nghị G7 lần thứ 17 ở London, Anh năm 1991.

Sau khi các quan chức hàng đầu của LDP dính vào các vụ bê bối tham nhũng cấp cao vào năm 1989, Kaifu Toshiki đã được thăng chức lên các vị trí cao nhất trong đảng và chính phủ. Đối mặt với Hayashi Yoshiro và Ishihara Shintaro, Kaifu được bầu trên cương vị như là một nhà lãnh đạo trong sạch. Tháng 8 năm 1989, ông được bầu làm chủ tịch LDP và được xác nhận là thủ tướng của đất nước. Trong cuộc bỏ phiếu, thượng viện đã bác bỏ sự ứng cử của Toshika Kaifu, vì vào thời điểm đó LDP đã mất đa số trong đó. Tuy nhiên, theo hiến pháp của đất nước, nó đã được thông qua bằng một cuộc bỏ phiếu ở hạ viện, do LDP kiểm soát. Ông trở thành Thủ tướng Nhật Bản thứ 76 vào tháng 8 năm 1989.
Vào ngày 10 tháng 8 năm 1991, Kaifu trở thành nhà lãnh đạo đầu tiên của một quốc gia lớn thăm chính thức Trung Quốc và phá vỡ sự cô lập ngoại giao của Trung Quốc sau Sự kiện Thiên An Môn ngày 4 tháng 6 năm 1989. Kaifu đã chấm dứt việc Nhật Bản tham gia vào các lệnh trừng phạt kinh tế đối với Trung Quốc và cung cấp khoản vay 949,9 triệu USD và viện trợ khẩn cấp bổ sung 1,5 triệu USD sau thiệt hại do lũ lụt ở miền nam Trung Quốc vào tháng 6 và tháng 7. Năm 1991, ông cử Lực lượng Phòng vệ Biển đến Vịnh Ba Tư sau Chiến tranh vùng Vịnh.
Trong suốt hai nội các của mình, phe của Kaifu quá nhỏ để thúc đẩy các cải cách mà ông tìm kiếm, và hậu quả liên tục của vụ bê bối Sagawa Express đã gây ra nhiều vấn đề. Ông từ chức vào tháng 11 năm 1991 và Miyazawa Kiichi được đưa lên thay thế.

## Qua đời và tang lễ
Kaifu qua đời vào 4 giờ sáng, ngày 9 tháng 1 năm 2022 ở tuổi 91 do bị viêm phổi, tuy vậy cái chết của ông đến tận ngày 14 tháng 1 mới được các báo chí công bố. Tang lễ của ông đã được tổ chức riêng tư tại tư gia theo nguyện vọng của gia đình.

## Hình ảnh khác

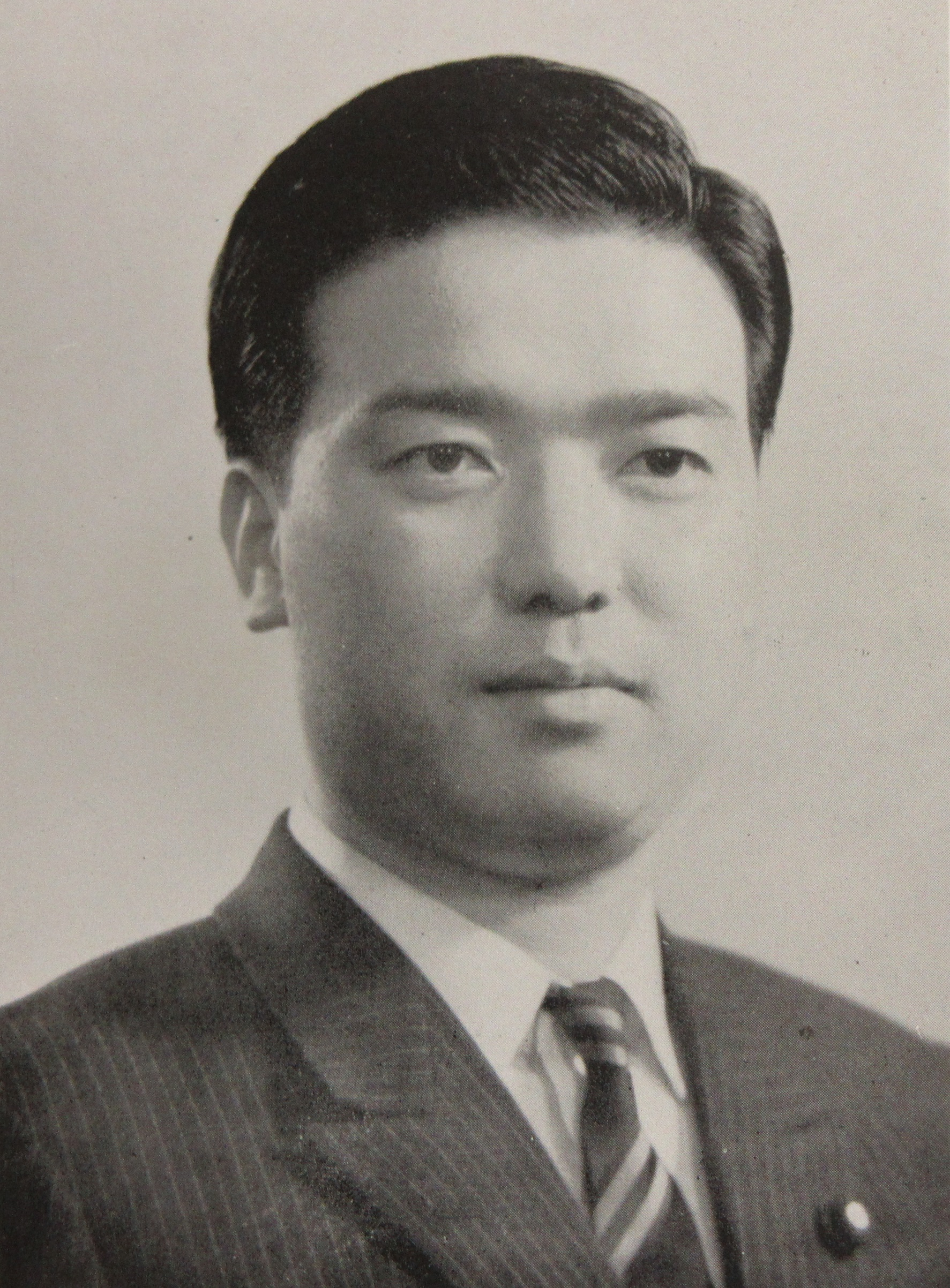
Kaifu năm 1967.
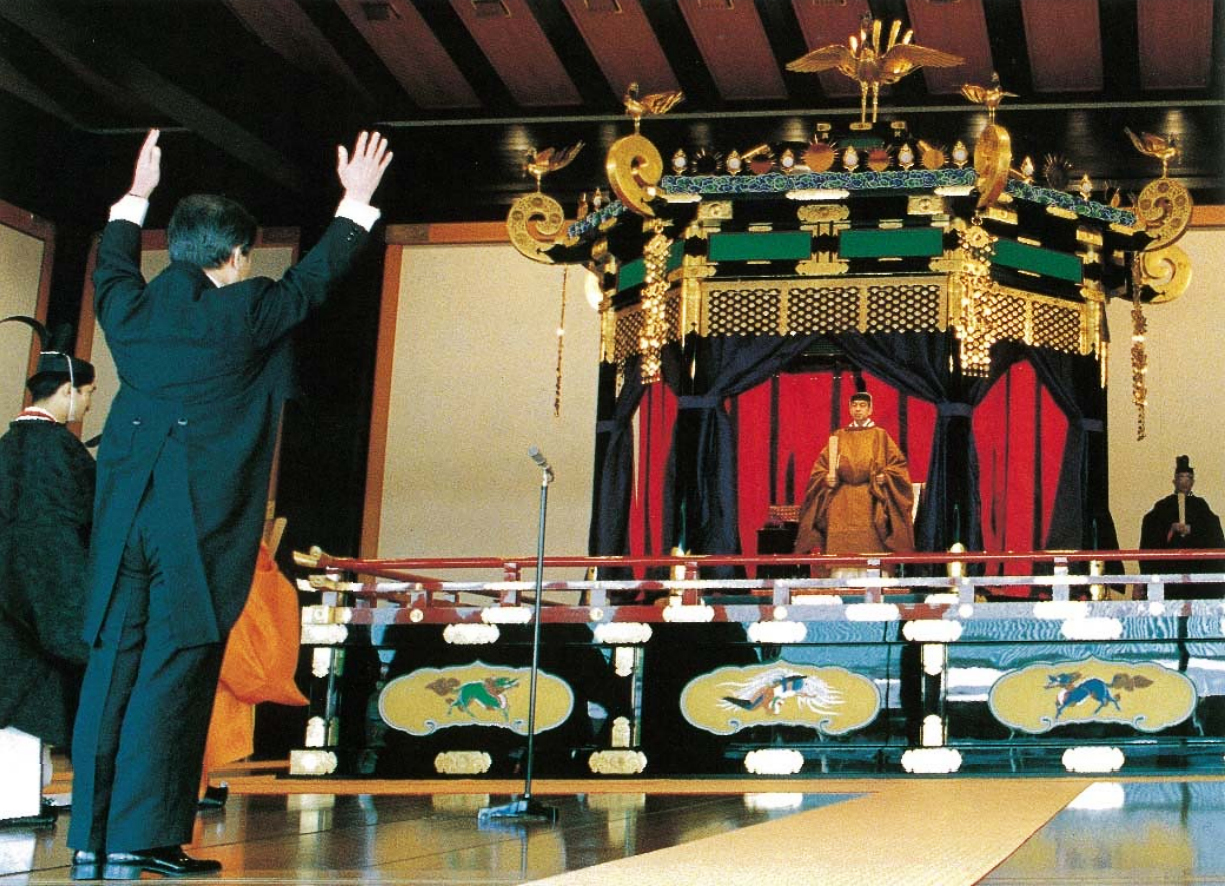
Kaifu trong lễ đăng quang của Thiên hoàng Akihito và hô "Banzai" năm 1990.
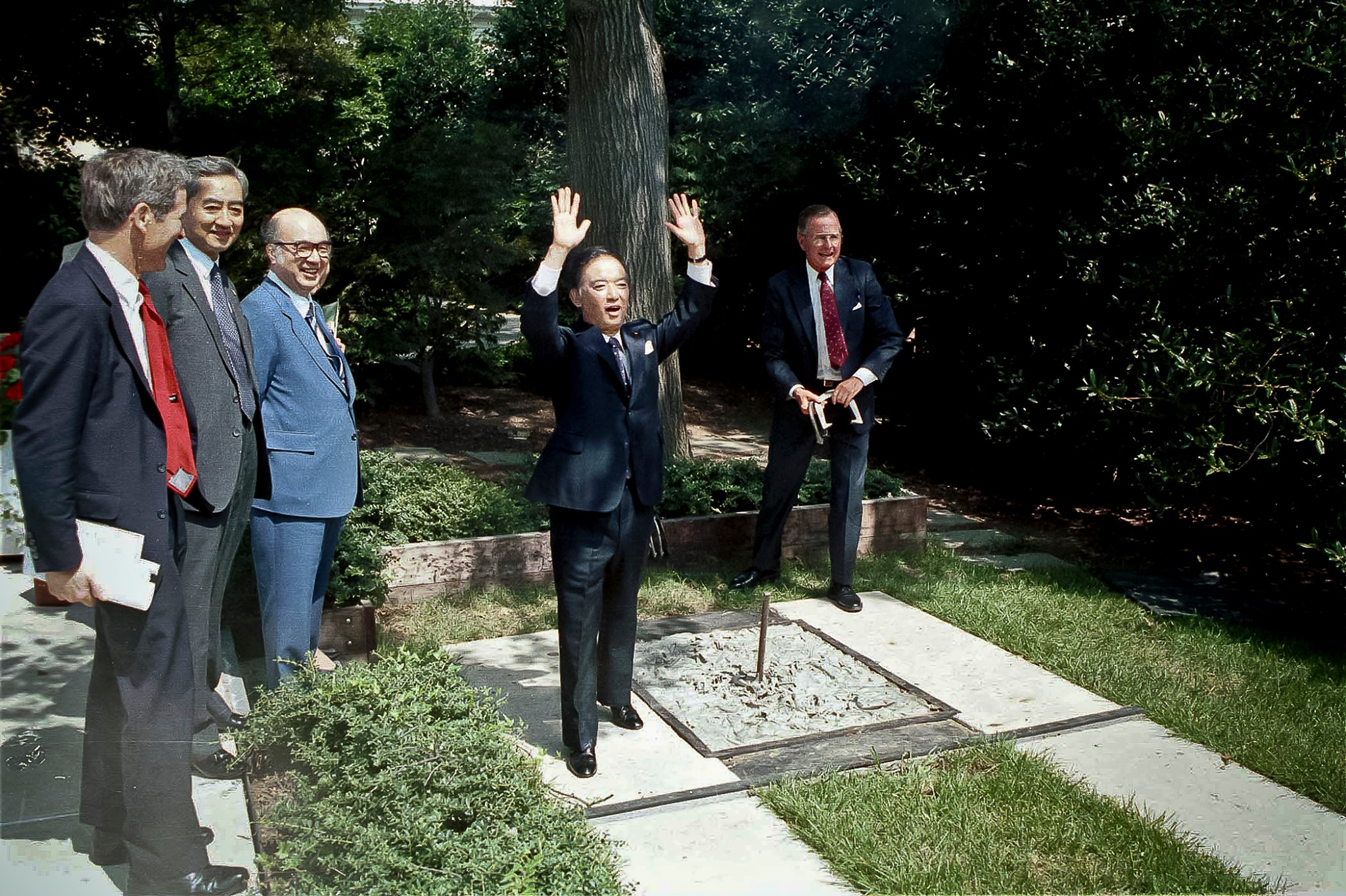
Kaifu chơi ném móng ngựa với George H. W. Bush tại Nhà Trắng năm 1989.
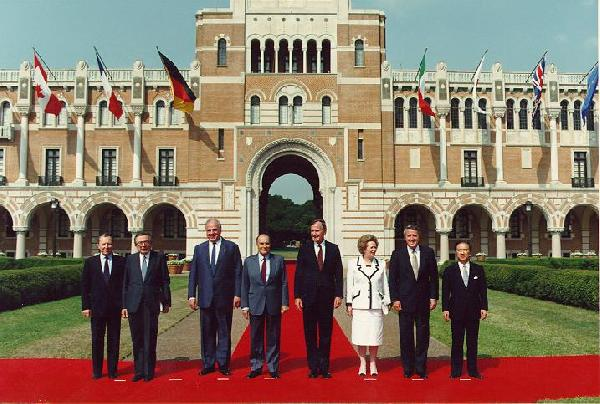
Kaifu tại Hội nghị G7 lần thứ 16 tại Houston, Texas, 9 tháng 7 năm 1990.
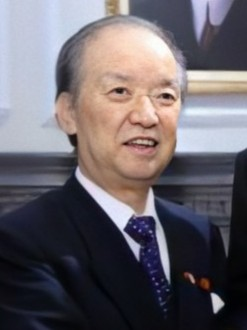
Kaifu năm 2011.